# Horsmonden
Horsmonden (engelskt uttal: [ˈhɔːrzmənˌdɛn]
 ( lyssna)) är en ort och civil parish i grevskapet Kent i sydöstra England. Orten ligger i distriktet Tunbridge Wells, cirka 12 kilometer öster om Royal Tunbridge Wells och cirka 6 kilometer sydost om Paddock Wood. Tätorten (built-up area) hade 1 581 invånare vid folkräkningen år 2021.